# Вежі Болоньї

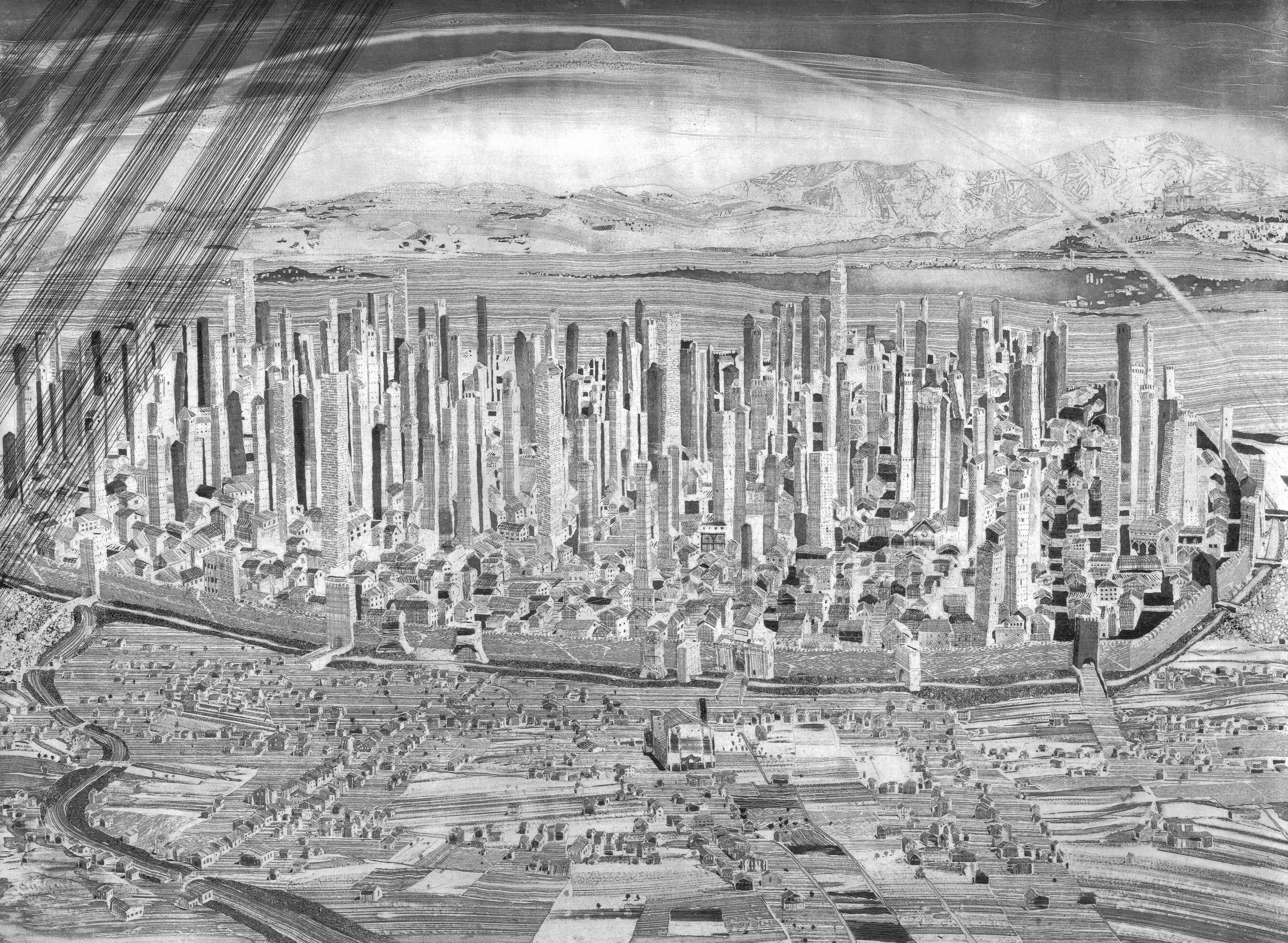
Реконструкція Болоньї 12-го століття

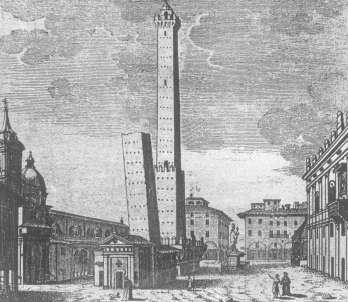
Вежі в 1767

Вежі Болоньї — це група середньовічних споруд в місті Болонья, Італія.
Дві найбільш відомі як «Вежі Болоньї» стали символом і пам'яткою міста

## Історія

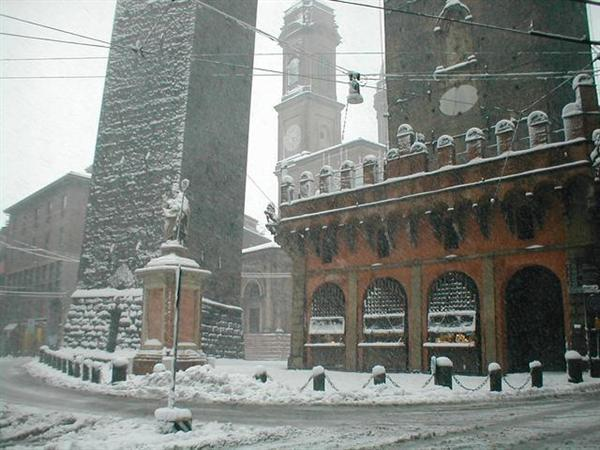
Вежі і статуя Святого Петронія зимою

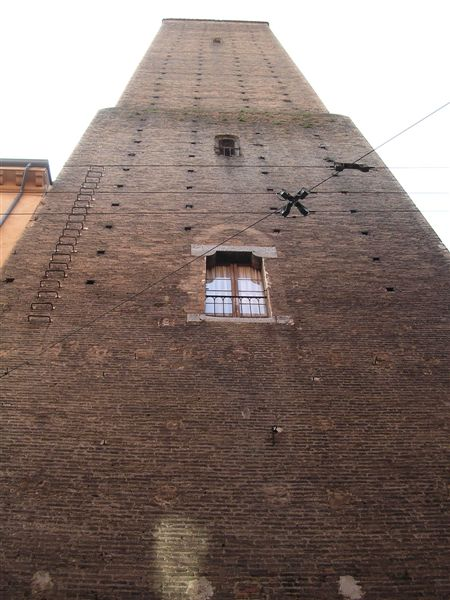
Вежа «Azzoguidi»

Між ХІІ і ХІІІ століттями кількість веж сягнула 180. Причини будівництва такої кількості веж невідомі. Одна з гіпотез полягає в тому що багаті сім'ї могли використовувати вежі для захисту або наступу в період Боротьби за інвеституру.
Крім того, в вежах, можна ще побачити деякі укріплені проходи (Torresotti), які відповідають воротам 12-го століття міської стіни (Mura dei torresotti Або Cerchia dei Mille), які були майже повністю зруйновані. Під час 13-століття, багато башт було знесено, а інші просто рухнули, багато башт згодом були використані як в'язниця, міська вежа, магазину чи під житлове будівництво. Останні знесення відбувалися в 20-му столітті.

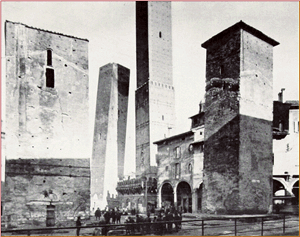
Вежі Артенісі та Ріккадонна, знесені в 1917-18 рр

Вежі «Artenisi» і «Riccadonna» були знесені у 1917. 